# Recknitz

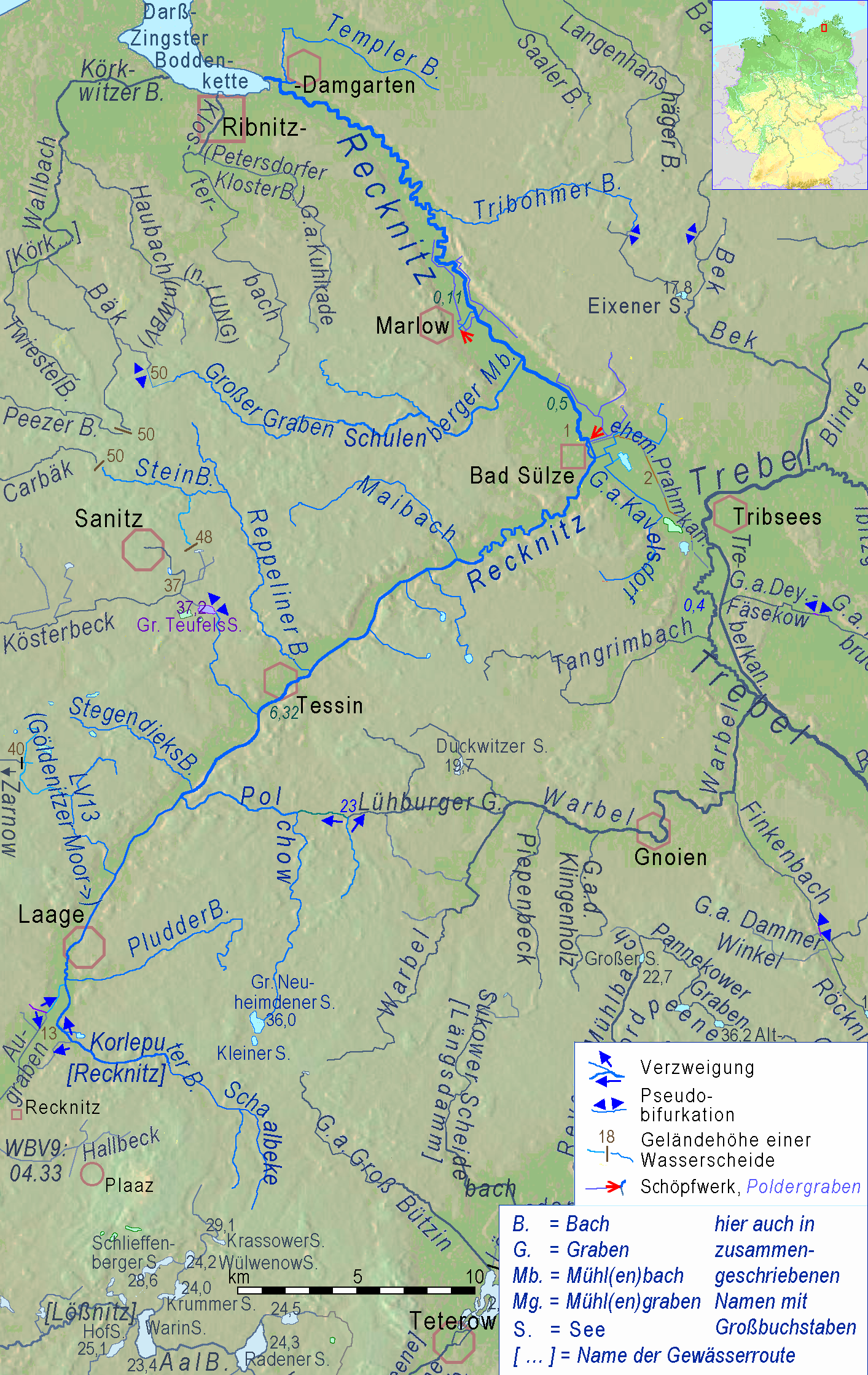
Recknitz

Recknitz är en 72 km lång å i nordtyska förbundslandet Mecklenburg-Vorpommern.

## Sträckning
Åns källa ligger söder om orten Laage i Mecklenburg-Vorpommern och rinner mot nordost genom städerna Laage, Tessin till Bad Sülze. I Bad Sülze vänder sig ån mot nordväst och rinner till Ribnitz-Damgarten, var den mynnar ut i Saaler Bodden, som har en förbindelse med Östersjön. Åns nedre loop mellan Bad Sülze och Ribnitz-Damgarten bildade gränsen mellan de historiska staterna Mecklenburg och Pommern (1648-1815: Svenska Pommern).